# 各洲最高峰列表

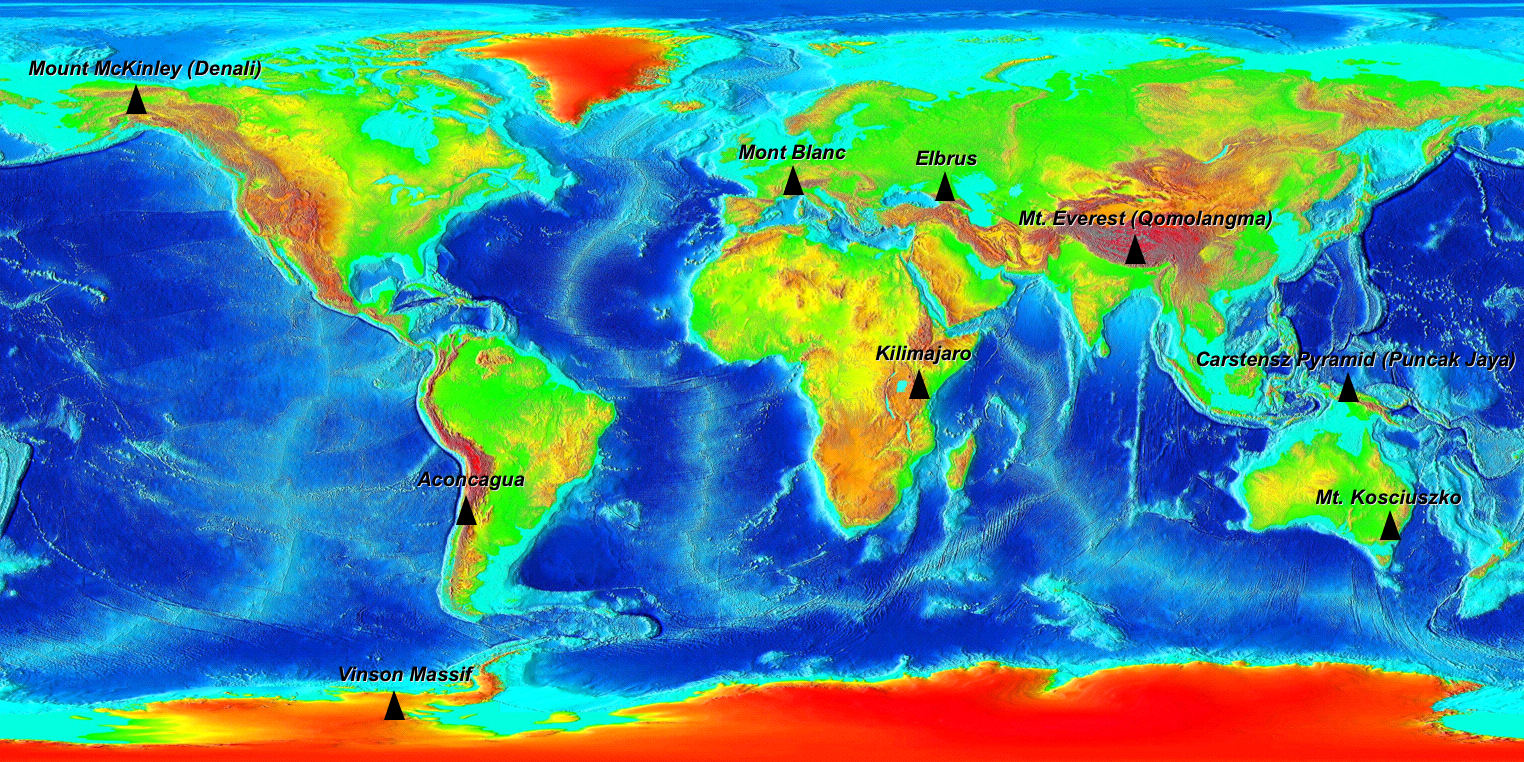
七大洲最高峰與欧洲白朗峰、澳洲科修斯科山的位置圖

| 洲别                                     | 名称         | 海拔（由高至低） | 地理位置       |
| ---------------------------------------- | ------------ | ---------------- | -------------- |
| 亚洲                                     | 珠穆朗玛峰   | 8,848公尺        | 中国、尼泊尔   |
| 南美洲                                   | 阿空加瓜山   | 6,962公尺        | 阿根廷         |
| 北美洲                                   | 迪纳利山     | 6,194公尺        | 美国阿拉斯加州 |
| 非洲                                     | 乞力马扎罗山 | 5,895公尺        | 坦桑尼亚       |
| 欧洲                                     | 厄尔布鲁士峰 | 5,642公尺        | 俄罗斯         |
| 中美洲（有時因北美洲特分出中美洲而提出） | 奧里薩巴山   | 5,636公尺        | 墨西哥         |
| 南极洲                                   | 文森山       | 4,892公尺        | 南极洲         |
| 大洋洲                                   | 查亞峰       | 4,884公尺        | 印度尼西亚     |
| 欧洲的國家（俄羅斯被劃分在亞洲）         | 白朗峰       | 4,808公尺        | 法國、義大利   |
| 大洋洲的國家（印度尼西亞被劃分在亞洲）   | 威廉山       | 4,509公尺        | 巴布亞紐幾內亞 |
| 澳洲（有時因大洋洲特分出澳洲而提出）     | 科修斯科山   | 2,228公尺        | 澳大利亞       |

## 亚洲
- 珠穆朗玛峰：海拔8,848米，位於中国、尼泊爾交界的喜馬拉雅山脈，也是世界最高峰。

## 欧洲
- 厄尔布鲁士山：海拔5,642米，位於俄羅斯的高加索山脈，經勘測及衛星定位，已鑑定厄尔布鲁士峰峰頂位於俄羅斯的歐洲界線境內，故厄尔布鲁士峰被認為是歐洲第一高峰[1]。

由於高加索山脈雖然地理上列為歐洲，但以國家區分的話，俄羅斯被劃分在亞洲，所以另有版本認為最高峰是阿爾卑斯山上的白朗峰：
- 白朗峰：海拔4,808米，位於法國、義大利交界的阿爾卑斯山脈。

## 非洲
- 吉力馬扎羅山：海拔5,893米，位於坦桑尼亞，也是非洲最高的火山。

## 北美洲
- 迪纳利山：海拔6,194米，位於美國阿拉斯加州的阿拉斯加山脈。

### 中美洲
有時因北美洲特分出中美洲而提出中美洲最高峰：
- 奧里薩巴山：海拔5,636米，位於墨西哥，也是中美洲最高的火山。

## 南美洲
- 阿空加瓜山：海拔6,961米，位於阿根廷的安地斯山脈，也是世界最高的火山、死火山、南半球最高峰。

## 大洋洲
- 查亞峰：海拔4,884米，位於印度尼西亞的新幾內亞島西側的蘇迪曼山脈，也是世界最高的島上山峰。

由於新幾內亞島雖然地理上列為大洋洲，但以國家區分的話，印度尼西亞被劃分在亞洲，所以另有版本認為最高峰是島上東側的威廉山：
- 威廉山：海拔4,509米，位於巴布亞紐幾內亞的新幾內亞島東側的俾斯麥山脈。

### 澳洲
有時因大洋洲特分出澳洲而提出澳洲最高峰：
- 科修斯科山：海拔2,228米，位於澳大利亞的大分水嶺雪山山脈。

## 南极洲
- 文森山：海拔4,892米，位於南極半島的艾爾斯渥茲山脈。

## 七大洲八大高峰
基於不同計算方法及七大洲邊界沒有一致說法，先後有不同人士列出「七大頂峰」或「八大頂峰」的不同版本。
- 美國人理查·貝斯的版本[3]包括：珠穆朗玛峰、阿空加瓜山、迪纳利山、吉力馬扎羅山、文森山、厄尔布鲁士峰、科修斯科山
- 義大利人萊因霍爾德·梅斯納（英语：Reinhold Messner）的版本包括：珠穆朗玛峰、阿空加瓜山、迪纳利山、吉力馬扎羅山、文森山、厄尔布鲁士峰、查亞峰
- 美國人威廉·哈克特（英语：William Hackett (mountaineer)）的版本包括：珠穆朗玛峰、阿空加瓜山、迪纳利山、吉力馬扎羅山、文森山、白朗峰、科修斯科山

亦有人把以上八個頂峰合稱「七大洲八大頂峰」。

## 七高峰征服者記錄
- 最早的完成者：理查·貝斯（Richard Bass，美国人）。
- 最年轻的完成者：喬丹·羅麥羅（美国人，15岁5个月12天）。
  - 最年輕的香港人完成者：吳俊霆[4]
- 最年长的完成者：Werner Berger（加拿大人，76岁129天）。
- 最快的完成者：Janusz Kochański （波兰人，126天）。
- 第一位女性完成者：田部井淳子（日本人）。